# Aquilonastra conandae
Aquilonastra conandae är en sjöstjärneart som beskrevs av O'Loughlin och Ross Robert Mackerras Rowe 2006. Aquilonastra conandae ingår i släktet Aquilonastra och familjen Asterinidae. Inga underarter finns listade i Catalogue of Life.